# ليماك القابضة
ليماك القابضة هي تكتل تركي له اهتمامات رئيسية في البناء والطاقة والاسمنت والسياحة. وتشمل أصولها شركات اسمنت ليماك و ليماك الطاقة ومجموعة ليماك السياحة. في عام 2012، كان لديها حوالي 260 مليون دولار إيرادات من البناء. 
في مايو 2013، كان جزءًا من مشروع مشترك فاز بعقد بقيمة 22 مليار يورو لإنشاء مطار دولي ثالث في إسطنبول. كانت في السابق جزءًا من مشروع مشترك فاز في عام 2007 بامتياز لمدة 20 عامًا لتشغيل مطار صبيحة كوكجن الدولي، وفي عام 2007، إلى جانب الشركة الفرنسية تشاركوا في بناء مطار ليون سانت إكسوبيري و فازت بعطاء الامتياز لمطار بريشتينا الدولي. وتشمل المشاريع الأخرى سد اليوسفيلي .
في ديسمبر 2013، كان نهاد أوزدمير من بين 41 مشتبهاً صدرت إليهم أوامر اعتقال في تحقيق الفساد الثاني. «يبدو أن المدعين العامين يستهدفون شركات البناء الضالعة في بعض مشروعات البنية التحتية الرائعة للحكومة. ومن بين الأشخاص الذين وردت أسماؤهم في التقارير الإعلامية نهاد أوزدمير رئيس مجموعة ليماك، وهي جزء من كونسورتيوم فاز بعطاء بقيمة 22 مليار يورو لبناء مطار إسطنبول الثالث ». 

## روابط خارجية
- الموقع الرسمي[وصلة مكسورة]